# Sorbus leyana
Sorbus leyana är en rosväxtart som beskrevs av Alfred James Wilmott. Sorbus leyana ingår i släktet oxlar, och familjen rosväxter. IUCN kategoriserar arten globalt som akut hotad. Inga underarter finns listade i Catalogue of Life.